# Ghezzi & Brian
Ghezzi & Brian è una azienda italiana che costruisce motociclette con sede a Missaglia in provincia di Lecco.

## Storia

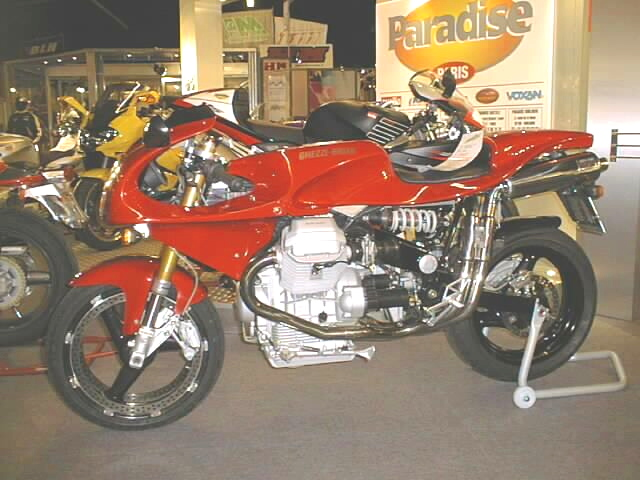
Modello SuperTwin 1100.

È stata fondata nel 1995 con lo scopo di sviluppare moto da competizione per la categoria Supertwins dedicata ai motori bicilindrici. Già l'anno successivo la Ghezzi & Brian raggiunge il proprio obbiettivo e vince il Campionato Italiano Supertwins.
Dal 1999 Ghezzi & Brian comincia ad omologare e quindi a vendere le proprie moto anche per l'utilizzo stradale, pur rimanendo esse delle autentiche moto da competizione. Caratteristica fondamentale di tutte le Ghezzi & Brian da allora è un comportamento sportivo da riferimento e senza compromessi, una personalità molto marcata, il motore bicilindrico a V frontemarcia di Moto Guzzi.
Il primo modello messo in commercio è stato il SuperTwin 1100, derivato dalla moto vincitrice del campionato Supertwins 1996.
Il secondo modello presentato è stata la Furia, appartenente alla categoria delle Sport naked e con tutte le caratteristiche sportive tipiche di Ghezzi & Brian.
La Pro-Thunder invece è stata sviluppata esclusivamente per la partecipazione all'American A.M.A. Championship. Monta un motore Moto Guzzi di 1225 cm³.
L'ultimo modello, presentato nel 2004, è la Fionda.
Ghezzi & Brian è attiva, oltre che come costruttore, anche come:
- Engineering per il settore motociclistico. Attività iniziata nel 2002 e che ha dato luce alla Moto Guzzi MGS-01 Corsa, una moto da competizione non omologata per uso stradale e prodotta in piccola serie anche se fortemente richiesta da numerosi potenziali clienti di tutto il mondo
- Tuning, dedicato ancora in particolar modo alle Moto Guzzi ma non esclusivamente a loro. Produce anche pezzi e telai a specifica del cliente.
Una interessante esclusiva di Ghezzi & Brian rimane la possibilità di seguire personalmente la produzione della propria moto, passo dopo passo, negli stabilimenti di Missaglia.

## La gamma attuale
- Furia
- Fionda
- SuperTwin 1100
- Racing (solo competizione)